# Rada Delegatów Robotniczych w Lublinie
Rada Delegatów Robotniczych w Lublinie – rada robotnicza powstała 5 listopada 1918 roku z inicjatywy SDKPiL oraz PPS-Lewicy. 6 listopada 1918 roku na wiecu robotniczym postulowano obalenie władzy Rady Regencyjnej oraz stworzenie milicji robotniczej i powołanie nowego rządu, wprowadzenie ośmiogodzinnego dnia pracy i ogłoszono strajk powszechny. Na zebraniu konstytucyjnym uchwaliła ona wprowadzenie 8-godzinnego dnia pracy i powołanie do życia robotniczej Milicji Ludowej. Jednym z dowódców Milicji Ludowej został Marian Buczek. Przewodniczącym Komitetu Wykonawczego LRDR został działacz PPS-Lewicy Jan Gutowski. Zapoczątkowany w Lublinie ruch RDR ogarnął wkrótce cały obszar byłego Królestwa Polskiego. Do RDR wchodzili reprezentanci KPRP, PPS, NZR, Bund, Poalej Syjon, Ferajnigte, związków zawodowych i robotników bezpartyjnych. Od listopada 1918 do lutego 1919 powstało ponad 100 Rad Delegatów Robotniczych, które skupiły około 500 tysięcy robotników fabrycznych, rolnych i folwarcznych oraz zdemobilizowanych żołnierzy armii zaborczych. Był to najbardziej masowy ruch polskiej klasy robotniczej w okresie międzywojennym.

## Literatura
- Encyklopedia Powszechna PWN, Państwowe Wydawnictwo Naukowe, Warszawa 1975, s. 773.
- Zbigniew Szczygielski, 100 lat polskiego ruchu robotniczego. Kronika wydarzeń, Książka i Wiedza, Warszawa, 1978, s. 81